# V.L. Rosenbech
Vagn Lund Rosenbech (21. maj 1916–1. oktober 1999), lærer og sløjder.
Fra 1949-1967 var V.L. Rosenbech kursusleder i metalsløjd på Dansk Sløjdlærerskole i København. Han var ferm til alle materialer, men metalsløjd var hans særlige hjertebarn. I perioden 1958-1976 formand for Dansk Sløjdlærerforening og indtil 1975 forretningsfører i Sløjdlærernes Fællesrepræsentation. Desuden var han mangeårigt hovedstyrelsesmedlem i Danmarks Lærerforening.
Han grundlagde i 1976 Dansk Skolesløjds Forlag, som han var formand for 1976-1995.
I 1979 udnævnte Danmarks Sløjdlærerforening V.L. Rosenbech og Ejvin Pedersen til æresmedlemmer.
Rosenbech var i en lang årrække sløjdkonsulent ved Århus skolevæsen. Han er også forfatter til flere sløjdbøger. 

## Eksterne links
- Dansk Skolesløjds Forlag
- EMU: sløjdlitteratur Arkiveret 4. juli 2007 hos  Wayback Machine
- V.L. Rosenbech fylder 60 i: Dansk Skolesløjd nr. 2, 1976, s. 25.
- V.L. Rosenbech 75 år i: Sløjd nr. 3, 1991, s. 72.
- V.L. Rosenbech, "æresmedlem" – 80 år i Sløjd nr. 2, 1996, s. 50.
- Nekrolog i Sløjd nr. 5, 1999, s. 168.
- Foto: Vagn Lund Rosenbech i samlingen Sløjdhistoriske personer